# 囊狀噬菌體屬
囊狀噬菌體屬（Cystovirus）是囊狀噬菌體科（Cystoviridae）下唯一的属。

## 分類
- 代表種：假单胞菌噬菌體Φ6(Pseudomonas phage Φ6)